# Vinkov Vrh
Vinkov Vrh (slovenska izgovarjava: [ˈʋiːnkɔu̯ ˈʋərx], nemško Adamsberg) je naselje v Občini Žužemberk v jugovzhodni Sloveniji. Območje je del zgodovinske regije Dolenjska. Občina je vključena v statistično regijo Jugovzhodna Slovenija.
Krajevna cerkev je posvečena svetemu Pavlu in pripada župniji Žužemberk. Gre za srednjeveško stavbo, ki so jo v 17. stoletju preuredili v baročnem slogu, med drugo svetovno vojno pa je bila skoraj popolnoma uničena.